# Брдо (ткање)
Брдо је чврст метални „чешаљ“ кроз чије отворе (зупце) пролазе нити основе. Служи за одржавање редоследа нити као и постизање одређене густине основе. Осим тога има функцију да прибија потку после проласка кроз зев током процеса ткања на разбоју.